# Diplazium profluens
Diplazium profluens är en majbräkenväxtart som beskrevs av Praptosuwiryo.
Diplazium profluens ingår i släktet Diplazium och familjen Athyriaceae. Inga underarter finns listade i Catalogue of Life.